# Dung dịch rửa tay khô

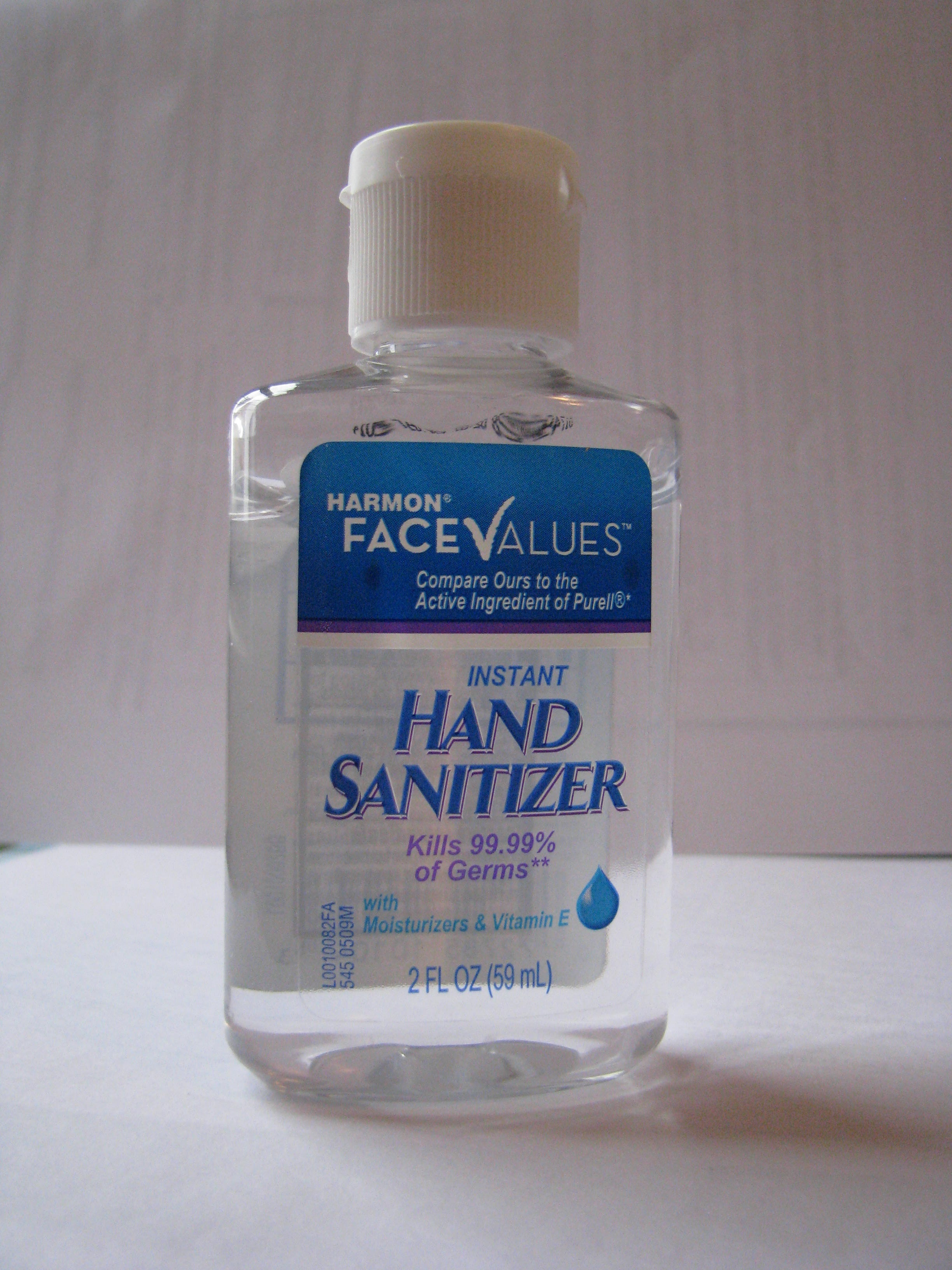
Dung dịch rửa tay khô

Dung dịch rửa tay khô hay nước rửa tay khô là loại dung dịch rửa tay dạng xịt, hoặc dạng gel. Khi sử dụng không cần rửa lại bằng nước. Chỉ cần cho vào tay, thoa đều trong vòng 30 giây.
Nước rửa tay khô được dùng trong các trường hợp như: trước và sau khi ăn, khi hoạt động ngoài trời, sau khi cầm tiền...Ngoài ra, một số loại nước rửa tay còn có thể sử dụng để trị vết côn trùng cắn. Khi sử dụng, vết cắn sẽ được sát trùng, giảm sưng đỏ, và giảm được cảm giác ngứa ngáy, khó chịu.
Tuy nhiên, cũng được khuyến cáo không nên quá lạm dụng, mà chỉ sử dụng như một biện pháp thay thế. Vì các sản phẩm nước rửa tay khô có tác dụng sát khuẩn cực nhanh, nhưng không hoàn toàn giết được hết vi khuẩn.

## Thành phần chính
Nước rửa tay khô thường gồm những thành phần sau đây:
- Ethanol
- Deionized Water
- Sodium Lactate
- Fragrance
- Benzalkonium Chloride.